# Entracque
Entracque – miejscowość i gmina we Włoszech, w regionie Piemont, w prowincji Cuneo.
W roku 2004 gminę zamieszkiwało 851 osób, 5,3 os./km².
Kręcono tutaj ujęcia plenerowe filmu Atramentowe serce.